# 稲見昌彦
稲見 昌彦（いなみ まさひこ 1972年- ）は、東京大学大学院情報理工学系研究科システム情報学専攻の教授、東京大学先端科学技術研究センター副所長、東京大学総長特任補佐。専門はインタラクティブ技術、複合現実感、ロボット工学、リアルメディア。

## 経歴
東京生まれ。1990年、私立駒場東邦高校卒。1994年、東京工業大学（のちの東京科学大学）生命理工学部生物工学科卒。1996年、同大学大学院生命理工学研究科修士課程修了。1999年、東京大学大学院工学系研究科博士課程修了。東京大学リサーチアソシエイト、マサチューセッツ工科大学コンピュータ科学･人工知能研究所客員研究員、電気通信大学電気通信学部知能機械工学科教授、慶應義塾大学大学院メディアデザイン研究科教授などを経て現職。東京大学総長特任補佐（国際卓越研究大学構想推進、図書館DX推進）、東京大学先端科学技術研究センター副所長。
漫画『攻殻機動隊』に登場する技術「熱光学迷彩」をモチーフとした、再帰性反射を利用した光学迷彩を実際に開発した研究者として世界的に有名。東京工業大学在学時は入学当初より学生サークル『東工大ロボット技術研究会』に所属し、趣味でバーチャルリアリティシステムを多数自作した。2003年、米国「TIME」誌 Coolest Inventions2003に選定。研究室の出身者に杉本麻樹慶應義塾大学教授など。

## 主な論文
- 川上直樹, 稲見昌彦, 柳田康幸, 前田太郎, 舘暲, オブジェクト指向型ディスプレイの研究, 情報処理学会論文誌, Vol.40, No.6, pp.2725-2733, 1999  [情報処理学会 論文賞受賞]
- 梶本裕之,稲見昌彦,川上直樹,舘暲, 電気触覚を用いた皮膚感覚のオーグメンティドリアリティ, 日本バーチャルリアリティ学会論文誌, vol.8, no.3, pp339-348, Sep, 2003[日本バーチャルリアリティ学会 論文賞受賞]
- Maki Sugimito, Georges Kagotani, Hideaki Nii, Naoji Shiroma, Masahiko Inami and Fumitoshi Matsuno, Time Follower's Vision: A Tele-Operation Interface with Past Images, ACM SIGGRAPH 2004 Conference Abstracts and Applications, CD-ROM , 2004.8

## テレビ出演
- 又吉直樹のヘウレーカ!（2018年9月12日、NHK Eテレ）
- クローズアップ現代+（2021年11月26日、NHK）
- カズレーザーと学ぶ。(2022年10月25日、日本テレビ)